# Santa Cruz de Boedo
Santa Cruz de Boedo es un municipio, una pedanía y también una localidad de la provincia de Palencia (Castilla y León, España). Su término municipal también comprende la localidad de Hijosa de Boedo.

## Historia

### Orígenes
A modo de hipótesis puede pensarse que la antigua vía romana de Pisoraca (Herrera de Pisuerga) a Lacóbriga (Carrión de los Condes) señalada por el Ravennate, pasaría por el vado de cascaggares, entre Santa Cruz y San Cristóbal de Boedo, no lejos de la actual ermita de Nuestra Señora de la Muela. Esta vía estaría en el origen de la Bia Biatrera o importante Vía terrera que encontramos mencionada por este lugar en el siglo XI y que podemos intuir como uno de los primitivos Caminos a Santiago, que en este tramo, proveniente del Priorato de Rezmondo, pasaría el Pisuerga por el puente y ermita de San Pedro de Ruyales, entre Castrillo de Riopisuerga, Valtierra de Riopisuerga y Olmos de Pisuerga. Una vez vadeado el río y ya una vez en el término de Ventosa, progresaría hasta San Cristóbal de Boedo para atravesar el Río Boedo en un punto cercano a la actual ermita de la virgen de la Muela y desde allí por hurones y resgada , encaminarse hacia Cembrero (Vereda de Cembrero) o Villorquite, lugares desde antiguo relacionados con este primitivo Camino a Santiago, para desde allí alcanzar la baja Valdavia y progresar, por el puente de Castrillo de Villavega, para alcanzar el Valle del Ucieza y Carrión donde se uniría al Camino Francés.

### Edad Media
En efecto, a principios del siglo XI, hacia 1015-1017, existió en este lugar un vado junto al que se situaba un monasterio de Santa María de las Muelas, que hacia 1029, limitaba ya con un primigenio monasterio (iglesia) de Sancta Cruçe, que Gonzalo Martínez Díez intuyó como Santa Cruz de Boedo y que en 2010 ha sido confirmado en un estudio sobre el Monasterio de Nuestra Señora María de las Muelas (actualmente ermita de la Virgen de la Muela, San Cristóbal de Boedo) citado más abajo, identificándolo con rotundidad con esta villa del valle del Boedo. La misma se inserta como dote del nuevo obispado de Palencia en todos los documentos que hacen referencia al mismo en el siglo XI. Según un documento procedente del Cartulario del Monasterio de Oña, que ofrece muchos de los datos de los que disponemos, el monasterio de nuestra Señora Maria de las Muelas fue donado hacia junio de 1029 por el rey Sancho Garcés III el Mayor de Navarra, al monasterio de Oña, afirmando ser el motivo por el alma del Infante García, conde de Castilla asesinado un mes antes en León, un coto redondo en torno al monasterio que limita con San Cristóbal de Boedo,que es mío y de los infanzones y desde el Valdazgo, (en relación con algún tributo), atraviesa las aguas del Buedo por los cascaggares y llega hasta Hurones por un lado, y Lazos, por otro, mencionándose otros términos de Santa Cruz de Boedo, San Cristóbal, la fuente soña, fuente porkeriza y Villaprovedo Villaprevedo. Esta donación hacia 1030, indica que en las décadas anteriores existían ya estos lugares, que por el estado de roturación (se mencionan ocho "tierras", varios prados y viñas, además del rebollar de Valdazgo y la fuente sonna, todos ellos términos cuyos topónimos han pervivido en los últimos 1000 años en aquellos campos. Y decimos 1000 años porque en 1030 llevaban varias décadas de historia, lo que se confirma con la tipología de los restos prerrománicos de la ermita y dan una propuesta cronológica del primer tercio del siglo XI para su fundación, circa 1012-1017, es decir en el próximo quinquenio se cumplirán los 1000 años de ese pueblo, lo que requeriría de algún tipo de evento por parte de sus vecinos e instituciones locales, provinciales y regionales.

### Fuero de Santa Cruz de Boedo (c. 1030)
“Todos estos predichos términos pongo yo Sancho Rey bajo mi plena protección, de tal modo que ningún hombre pueda perseguir a enemigo alguno en estos términos antedichos y si los enemigos fuesen perseguidos en estos términos, pague el perseguidor 100 marcos de oro puro al rey de la tierra y al monasterio de Oña y que ningún hombre realice fuerza alguna en este lugar, (...) y todos los hombres que este lugar poblaren y donde habitaren u hoy día allí habiten o pueblen , no tributen sino al señor de Santa María, y no vayan en appellido (a la guerra de los nobles) y no paguen fonsadera (tributo por la defensa al alcaide de Herrera) y no vayan al fonsado, ni a la atalaya alguna y no paguen portazgo, ni agente del rey allí entre puesto que todo servicio y tributo han de hacerse al monasterio oniense y tenga libertad plena el monasterio de Santa María. De la misma manera yo el rey, con mi mujer la reina Mayor, establecemos e confirmamos que ningún hombre pueda violaros o disminuiros nuestro privilegio. Y si alguno los violare o disminuyere incurra en la ira de Dios omnipotente y sufra las penas del infierno y, junto a la cantidad antedicha de marcos de oro puro, por los daños que hubiesen producido, lo paguen doblado al monasterio de Oña y al de Santa María y con aquellos que tomaron parte o destruyesen el santuario de Dios que sufran en los infiernos inferiores y sufran penurias y miserias sin fin. Y quien guarde por iniciativa propia y firme estas antedichas libertades, tenga felicidad duradera en este mundo, y en futuro reine con los ángeles. Amén.
Yo Sancho por la gracia de Dios, Rey de las Hispanias en presencia de obispos, duques, condes y dignidades en todas las provincias de nuestro reino, este privilegio ratifico y confirmo. Sancho Rey (Signo Real). Yo Juliano notario de Dios y Obispo de Urgel confirmo este privilegio y hago mi signo. 
Primera columna:
Yo Poncio, obispo de la iglesia palentina, confirmo este privilegio y hago mi signo +
Yo Juan, obispo de la iglesia alavesa, confirmo este privilegio y hago mi signo +
Yo Ranimiro (infante, futuro rey Ramiro de Aragón) por poder de mi padre, confirmo +
Yo García (infante, futuro rey de Navarra ) por poder de mi padre, confirmo +
Yo Fernando (infante, futuro Fernando I conde de Castilla y rey de León) por poder de mi padre, confirmo +
Yo, la Reina Mayor, indigna sierva de cristo, por poder de mi señor el Rey y en presencia de mis hijos, confirmo +
(...) Prestan su testimonio entre otros los Condes de Vizcaya, Álava, Asturias y varios caballeros navarros, aragoneses, leoneses y castellanos.
En la cuarta columna confirma el conde de Saldaña y Carrión Gómez Díaz.
Así pues todos nosotros que aquí somos nombrados, participantes en la confección de este PRIVILEGIO, lo ratificamos y confirmamos y mandamos firmar ++++++Hecha la carta de PRIVILEGIO en la ERA Milésima Quincuagésima Cuarta, sábado, quintas kalendas de julio [ sábado 27 de julio de 1017] Gracias a Dios, yo García, obediente escriba de mi señor el rey , he escrito este privilegio y de mano propia hago aquí mi signo."
Fuente: Transcripción a partir de Juan del Álamo: Colección Diplomática de San Salvador de Oña, Madrid, 1950, pp. 41-44
A finales del siglo XIII el monasterio de nuestra señora de las Muelas, sin que sepamos el motivo, había quedado deshabitado, por lo que el Abad de Oña, Domingo, acuerda en 1301 con Gonzalo Martínez monje de la localidad burgalesa de Villaizán que restituya allí un abad y un convento y que mantenga las casas, el corral y el molino que allí había, además de que plante árboles, salces, manzanos y perales, labre las tierras y otorgue unas rentas a Oña, estipuladas en 140 fanegas de pan limpio, mitad trigo y mitad cevada, por la fiesta de Santa María de Agosto. También se hace cargo de la Granja de Enestar, cerca de Hinojal de Pisuerga. En 1352, según el Libro de las Behetrías de Castilla Resgada y Santa Cruz de Boedo eran dos dominios del obispo de Palencia y seguían teniendo la martiniega regia en común por medias partes y no contaban con fiscalidad señorial alguna. Es decir, el Fuero otorgado en 1030 seguía funcionando a mediados del siglo XIV, más de trescientos años más tarde. En este Libro de las Behetrías, también eran de realengo los despoblados de Comezuela y Villamonasterio, despoblados, que Ángel Ferrari Núñez sitúa próximos a San Cristóbal de Boedo y Ventosa y que relacionamos con el antiguo Monasterio de Nuestra Señora de las Muelas, también eran de realengo las villas próximas de Ventosa e Hinojal del Río Pisuerga y la Granja de Enestar, próxima a esta última.
Posteriormente este monasterio desapareció, aunque fue recordado en su ermita que aun en el siglo XVI se conocía como una iglesia monasterial con un coto redondo a su alrededor que pasa a censo enfitéutico en 1502, con todos los diezmos y con su pila bautismal, la renta ha caído a 80 fanegas, Pero parece que hacia 1550 la granja decayó y la iglesia monasterial se arruinó dando paso a la ermita actual. Se mantuvo sin embargo una Cofradía y la romería de la Virgen a mediados de agosto, a ambas concurrían cofrades de más de veinte localidades, de la antigua merindad de Monzón y hasta de las de Amaya y Saldaña: Villaprovedo, Villameriel, Páramo, Espinosa, Hijosa, Ventosa, Calahorra, Herrera, Zarzosa, Olmos, Naveros, Cembreros, Sotresgudo, Hinojal, Sotobañado, Báscones, Santillana, Las Cabañas de Castilla, además de Santa Cruz y San Cristóbal de Boedo. Esta cofradía tuvo tres reglas redactadas en 1598, 1898 y 1978, siendo Abad don Jesús Aguilar, cura de Santa Cruz de Boedo y San Cristóbal de Boedo e Hijosa y aprobada por don Nicolás Castellanos a la sazón obispo de Palencia. Los cimientos debieron sufrir al pasar allá por 1860 el primer tren de la línea del Ferrocarril de Palencia a Santander, que pasa a escados 20 metros de su portada. 
En 1752, en el 'Catastro de Ensenada' se menciona aún como coto redondo de dos mil varas (1,6 km) de diámetro en su parte más larga de norte a sur por 1000 varas (800 metros) en la más estrecha, de este a oeste, entre San Cristóbal de Boedo y Santa Cruz de Boedo. En 1756 se produjo una importante reforma en la cabecera del templo y entre 1978 y 1980 una Restauración general. Hoy queda tan solo en su emplazamiento, junto a la vía del tren trazada hacia 1860, la llamada Ermita de Nuestra Señora de la Muela, actualmente en términos de San Cristóbal de Boedo. 
En cuanto a las características arquitectónicas del templo, restaurado por última vez en 1978, éste conserva en la parte del presbiterio, restos y trazas prerrománicas. Se trata de un templo de una sola nave rectangular, de unos 20 metros de largo por siete de ancho, con cabecera recta y más estrecha que la nave, que se corresponde con otros modelos prerrománicos. A los pies de la iglesia, tras pasar el atrio, hay un pequeño coro elevado pero no quedan restos de la portada original. Otra planta posiblemente muy utilizada sería la rectangular de nave única y cabecera con testero recto. En el interior del templo, destaca un arco triunfal de herradura, con relieves de rosetas, espirales y zigzag en la imposta y algunos trozos de cornisas y canecillos reutilizados. Sobre el arco y en la zona del presbiterio hay restos de un artesonado policromado.
La descripción artística que acabamos de aportar, nos sitúa claramente en un templo prerrománico, datable en el siglo X o principios del XI. Sigue el modelo de templo sencillo, realizado en sillarejo y cubierto de bóveda únicamente en el presbiterio y de madera en el resto, que tiene similitudes con los templos relativamente próximos en Castilla y León de Hérmedes de Cerrato en Palencia, y los leoneses San Cosme y San Damián de Turbia, San Clemente de Valdueza y Santo Tomás de las Ollas.
A mediados del siglo XIV, contamos casi simultáneamente con dos fuentes importantes que nos ofrecen una fotografía bastante detallada. Por un lado la así llamada La más antigua estadística de la diócesis de Palencia y por otro lado el Libro Becerro de las Behetrías . En el primer libro citado se recogen los beneficios del Obispado de Palencia hacia 1346, de manera paradoxal no se menciona a Santa Cruz de Boedo, siendo como era señorío de carácter personal, del Obispo de Palencia, pero no de su obispado. Pero sí menciona en su término o proximidades tres despoblados. El primero es San Miguel de Bamalúa que se encontraría en una terraza al Oeste del pueblo, que ha mantenido el pago el nombre de San Miguel, donde nace el arroyo del mismo nombre, y donde han permanecido corrales y majadas hasta fechas muy recientes.
El otro despoblado es San Esteban de Resgada que se encontraba en un otero situado actualmente entre los términos de Calahorra de Boedo y Santa Cruz de Boedo, pueblos que pleitearon por sus términos en el siglo XVI, Desde hace unos años, la profundización de los arados dio como consecuencia el hallazgo de piedras y tejas y algunos restos humanos, pertenecientes sin duda a la iglesia y cementerio de este despoblado del siglo XIV. El tercer despoblado sería Bayala, situado en el límite entre los términos municipales de Villaprovedo y el de Espinosa de Villagonzalo, a los pies de un amplio otero que conserva el topónimo. Las tierras donde se asentaba este antiguo pueblo se adjudicaron finalmente a Villaprovedo, de la misma manera que las del despoblado de Villagonzalo, situado un poco más al Sur, lo fueron a Espinosa. 
El libro Becerro de las Behetrías, en su relación de localidades se lee: Santa Cruz de Buedo. En el Obispado de Palencia. Este lugar es del obispo de Palencia. DERECHOS DEL REY Dan cada anno por martiniga ccc maravedis e que dan al rey la meytad e la otra meytad al obispo que son los del Rey. Pagan al Rey seruiçios e monedas e fonsadera e que nos pagan yantar. DERECHOS DEL SEÑOR. Dan cada anno al obispo los L [sic] maravedís de la martiniga  Esta es la época de la crisis bajomedieval que supuso una feroz pugna por las rentas de estos lugares. El Monasterio de Oña, vio reducidas y fijadas sus rentas del coto de Nuestra Señora de la Muela, y tras un prolongado conflicto con los lugareños de San Cristóbal de Boedo, se concertó por este coto redondo un censo enfitéutico, una especie de arrendamiento perpetuo a cambio de una renta fijada en especie, de determinadas cargas de granos. Los de San Cristóbal asumieron estas condiciones y aún en el siglo XVIII debían llevar al convento de Santa María de Mave ciertos tributos en especie.
En lo que respecta propiamente a Santa Cruz de Boedo y su señorío, el Obispo de Palencia perdió o su señorío personal sobre el pueblo hacia fines del siglo XIV, en favor de los Fernández de Velasco, Duques de Frías, como resultado de la merced concedida a Pedro Fernández de Velasco de la Villa de Herrera y otros realengos en toda la comarca del Boedo y Burejo, en 1379. En el siglo XVI perteneció a Juan y a Bernardino Fernández de Velasco, V y VI Duques de Frías y señores de Herrera. Este último casado con Doña Urbana Cossío y Bustamante. En el siglo XVII perteneció a los Hurtado de Mendoza, condes de Saldaña y marqueses de la Valdavia, también tuvieron aquí heredades, ya en el siglo XVIII vástagos de los anteriores entroncados con los Enríquez y los Bustamante, como consta en la portada del Ayuntamiento Casa Palacio de Santa Cruz de Boedo.
A partir del siglo XV y XVI, la historia de Santa Cruz de Boedo parece seguir una vida bastante tranquila. No hay grandes cambios ni en lo demográfico ni en lo económico. Pero sí largos pleitos con las localidades vecinas, lo que deja bien a las claras las limitaciones para el crecimiento no de este del pueblo, sino de todos los circundantes, orientados a la agricultura, la ganadería lanar y una pequeña actividad molinar y artesana en el tejido del lino, de ahí la proliferación de tierras frescas e irrigadas denominadas “linares” y la forja y reparación de aperos para el propio uso. Con Calahorra de Boedo, se pleitea por los pastos del citado despoblado de Resgada, que estaría deshabitado ya a principios del siglo XV, iniciándose un pleito en 1443 que continuará durante los ciento cincuenta años siguientes hasta alcanzar un compromiso y amojonamiento de tierras en 1603; con Villaprovedo, por el aprovechamiento de las aguas que bajan por el arroyo madre procedentes de la fuente del Dujo sita en este pueblo y son importantes para su regadío y para un ingenio habilitado en la zona de los “alcantarillones”, donde las aguas procedentes de Villaprovedo movían durante el siglo XVIII las palas de un Pisón de lino, especie de molino donde, aprovechándose la fuerza hidráulica que accionaba unos mazos se desfibra la planta paso previo a la obtención del hilo, que posteriormente sería tejido. Aparte se obtenía el aceite de linaza de las semillas del lino.
El señorío de la localidad en el siglo XVIII era de los Marqueses de Bermudo, que en el siglo XVIII entroncarían con la casa de Superhunda por matrimonio entre Doña Juana de Sahagún Tomasa del Águila, marquesa de Bermudo y señora de Santa Cruz de Boedo y D. Diego Antonio Manso de Velasco y Samaniego, 2.º conde de Superhunda. En las respuestas al cuestionario del catastro de Ensenada, los vecinos de Santa Cruz de Boedo en febrero de 1752 nos dicen que por aquel entonces Santa Cruz era un pequeño pueblo habitado por unas 20 familias o vecinos dedicado a la agricultura cerealera (trigo, cebada, centeno y avena) el cultivo del lino para fibra textil y para acéite de linaza, 12 obradas de viñas, la ganadería ovina y caballar, un molino harinero y una taberna, con 23 obradas de prados regadíos. En 1752 el alcalde es a la sazón Juan García y son vecinos destacados Lorenzo Blanco y Francisco Rojo y cura beneficiado don Antonio Robles. Del siglo XVIII, pensamos que es la portada de la Casa Palacio próxima a la iglesia parroquial. Esta es la Casa del “Conde”, y en la actualidad reúne el Ayuntamiento y los servicios principales del municipio de Santa Cruz de Boedo, hasta la próxima inauguración, el 28 de octubre de 2010 del nuevo centro social del municipio. Detrás de esta casa, se extienden las huertas que dan “escasos pero exquisitos frutos”, según Miñano, y los prados que confinan con el “arroyo madre”, delimitando esta, por un lado de la Serranilla y por otro de la “tierra de la lámpara”. Esta tierra lleva este nombre desde que también en el siglo XVIII Lorenza Amor, mujer del mencionado Lorenzo Blanco estableciese en la iglesia de Santa Cruz de Boedo una capellanía de Nuestra Señora de la Blanca, con la obligación de cantar dos salves a la Virgen el día de la Asunción y el de la Anunciación en cada año. Y para mantener el aceite necesario para lucir la imagen de Nuestra Señora, se donó esta iglesia de la Lámpara, en el pago llamado entonces “al Sotillo”, situado en la Vega del Boedo.

### Edad Moderna
En 1826, la contribución al rey era de 649 Reales y 27 maravedís, mientras que al Señor le daban 187 reales y 30 maravedís. Representando una carga de unos 6 reales por habitante. Hacia 1850 Madoz cuenta 19 vecinos y 100 almas, de los cuales 7 jóvenes entre 18 y 24 años, con una riqueza por vecino de 1.092 Rs de vellón y 207,26 por habitante. También dice que tiene 30 casas; dos escuelas, una de niños y otra de niñas, concurriendo de estas 8 y de aquellos 10, cerca del 20 % de la población, (la población de 0 a 24 años, sería en torno a un 33 %, pirámide poblacional que hoy esta totalmente invertida); una iglesia parroquial servida por un teniente de cura y un sacristán. El terreno es de mediana calidad; los caminos están en mal estado. Produce granos y legumbres; ganado lanar churro y poco cabrío y vacuno; cría alguna caza y pesca de cangrejos en abundancia. Hay un molino harinero y se fabrican estameñas y lienzos bastos. 
Respecto a la estructura urbana, un estudio de la planta del pueblo, nos ofrece la impresión de que es posible que Santa Cruz tuviera una cerca en la Edad Media, apoyada por el levante y Sur por la terraza sobre la vega recorrida por los canales de riego y por el Norte, tras pasar las eras, apoyada por las casas y los corrales para el ganado, configurando una estructura característica que obras sobrevenidas en la actualidad no debieran pervertir o desvirtuar.
Este enclave del Valle del Boedo continúa siendo un lugar tranquilo y pintoresco, entre hurones y lazos, con el Boedo y los prados, con su estructura urbana de forma acorazonada que no debiera romperse, con el manantial de la ermita que sigue ofreciendo su agua, aunque en la actualidad haya que mejorar la fuerza de su conducción hasta el pueblo, recuperar viejos manantiales o buscar otros nuevos. En 2009 llegó a estas tierras la Autovía Cantabria-Meseta. Puede que esto no sirva sino para que los paisanos sigan divisando su paso allende el río con cierta incredulidad en la distancia y los viajeros los vean fugazmente al pasar y admiren su adustez. Sin duda, históricamente es un lugar de paso y de vida de pequeñas comunidades de vecinos a lo largo de la historia. Sus habitantes pueden aspirar a cambiar lo poco que haya que cambiar para poder mantener lo esencial del alma castellana. En el 2011, se conmemoraron con dignidad y orgullo carcabuceño los 1000 años de existencia de Santa Cruz de Boedo.

## Geografía humana

### Demografía
Cuenta con una población de 52 habitantes (INE 2024).
| Gráfica de evolución demográfica de Santa Cruz de Boedo entre 1842 y 2021 |
| |
| Población de derecho según los censos de población del INE Población de hecho según los censos de población del INEEntre el censo de 1857 y el anterior, crece el término del municipio porque incorpora a 345045 (Hijosa de Boedo) |

### Evolución de la deuda viva
El concepto de deuda viva contempla solo las deudas con cajas y bancos relativas a créditos financieros, valores de renta fija y préstamos o créditos transferidos a terceros, excluyéndose, por tanto, la deuda comercial.
Entre los años 2008 a 2014 este ayuntamiento no ha tenido deuda viva.

## Patrimonio
- Iglesia de la Santa Cruz: templo recientemente restaurado, está dedicada a la invención de la Santa Cruz. Esta iglesia está edificada en piedra sillar, ladrillo y mampostería, es de una sola nave dividida en tres tramos con bóveda de aristas. La torre está situada al poniente y la primitiva espadaña, ha sido sustituida por una pequeña torre cuadrada con cuatro arcos donde se asientan las campanas. Al mediodía y bajo un pórtico y nogal, se abre la portada de medio punto, con el escudo del obispo de Palencia sobre la misma. Los retablos son todos del siglo XVIII con imágenes del Cristo Crucificado, Santa María Magdalena, Santo Tomás y San Antón. Destaca su pila bautismal la cual lleva en la copa gallones en relieve por fuera y cóncavos por dentro. Como decoración, simples círculos encadenados sobre los gallones. Mide 125 cm de diámetro por 72 cm de altura. Se asienta sobre basamento circular. Románica, con incierta cronología. El cementerio debía prolongarse hacia el oeste anteriormente, ya que el autor observó que hace treinta años, durante las obras de acometida de las aguas, allí se hallaron bastantes restos óseos humanos.